# Kristina Asmous
Pour les articles homonymes, voir Asmous.
Kristina Igorevna Asmous (en russe : Кристина Игоревна Асмус), née le 14 avril 1988 à Korolev (oblast de Moscou), est une actrice russe.

## Biographie
Après avoir suivi sa formation à l'Académie Chtchepkine d'art dramatique de 2008 à 2012, Kristina Asmous a travaillé au Théâtre dramatique Maria Iermolova.
Elle est connue pour son rôle à la télévision dans le sitcom médical Interny. En 2012, elle a été nommée femme la plus sexy de Russie par le magazine Maxim.

### Vie privée
Kristina Asmous est mariée à l'acteur Garik Kharlamov.

## Filmographie

### Au cinéma
- 2010 : Yolki (Yolki) : Lena
- 2011 : Ivan Tsarevich i Seryy Volk : Squirrel (voix)
- 2012 : Cendrillon (Zolouchka) : Masha
- 2013 : Dublyor : Dasha
- 2013 : Sex Competition (Chto tvoryat muzhchiny!)
- 2014 : Lyogok na pomine : Liza
- 2015 : Ici les aubes sont calmes... (А зори здесь тихие) de Renat Davletiarov : Galya Chetvertak
- 2016 : Champions: Faster. Above. Stronger (Chempiony: Bystree. Vyshe. Silnee) : Svetlana Khorkina
- 2019 : Texto (Текст) : Nina
- 2020 : Le Chasseur de baleine (Китобой)

### À la télévision
- 2010 : Interny : Varvara Chernous (série télévisée)
- 2011 : 'Alibi' na dvoikh : Sasha (série télévisée)